# Limanda ferruginea
Limanda ferruginea är en fiskart som först beskrevs av Storer, 1839.  Limanda ferruginea ingår i släktet Limanda och familjen flundrefiskar. IUCN kategoriserar arten globalt som sårbar. Inga underarter finns listade i Catalogue of Life.